# Antharmostes patrizii
Antharmostes patrizii är en fjärilsart som beskrevs av Emilio Berio 1937. Antharmostes patrizii ingår i släktet Antharmostes och familjen mätare. Inga underarter finns listade i Catalogue of Life.